# Parafia św. Antoniego Padewskiego w Niewodnicy Kościelnej
Parafia pw. św. Antoniego Padewskiego w Niewodnicy Kościelnej – rzymskokatolicka parafia należąca do dekanatu Białystok - Nowe Miasto, archidiecezji białostockiej, metropolii białostockiej.[

## Historia
30 stycznia 1596 we dworze w Niewodnicy państwo Andrzej i Elżbieta z Karpiów Koryccy podpisali dokument fundacji kościoła. Wkrótce wybudowano w Niewodnicy kościół pod wezwaniem Trójcy Świętej.
Kościół został usytuowany na wzgórzu, ustawiony w linii wschód – zachód z apsydą w kierunku wschodnim. Przy kościele znajdowała się dzwonnica, a w niej stary piętnastowieczny dzwon. Plebania i zabudowania gospodarcze też były drewniane, kryte słomą. Budynek kościoła miał kształt prostokąta o wymiarach 23,5 m×8,5 m i wysokości 10,7 m. Był zbudowany z drewna sosnowego na podmurowaniu z kamieni i gliny. Dach kryty pierwotnie słomą, później, po wielu remontach pokryto gontem. Na środku dachu znajdowała się kopuła z małą sygnaturką. Ściany były obite tarcicami,  podłoga drewniana.
W XVII wieku po prawej stronie był ołtarz św. Antoniego z Padwy, a w nim obraz św. Antoniego malowany na płótnie. Pośrodku kościoła znajdowały się obszerne murowane podziemia, w których chowano zmarłych kapłanów i inne znaczniejsze osoby. Przy ołtarzu św. Antoniego znajdowały się mniejsze, też murowane podziemia, w których chowano zmarłych kolatorów kościoła. W drugiej połowie XIX wieku prawie trzystuletni budynek kościelny uległ zniszczeniu.
Pokonując wiele trudności ówczesny proboszcz ks. Antoni Dowbor uzyskał pozwolenie na budowę nowego kościoła. Plan budowy i kosztorys nowej świątyni wykonał architekt Romuald Lenczewski.
Kościół parafialny

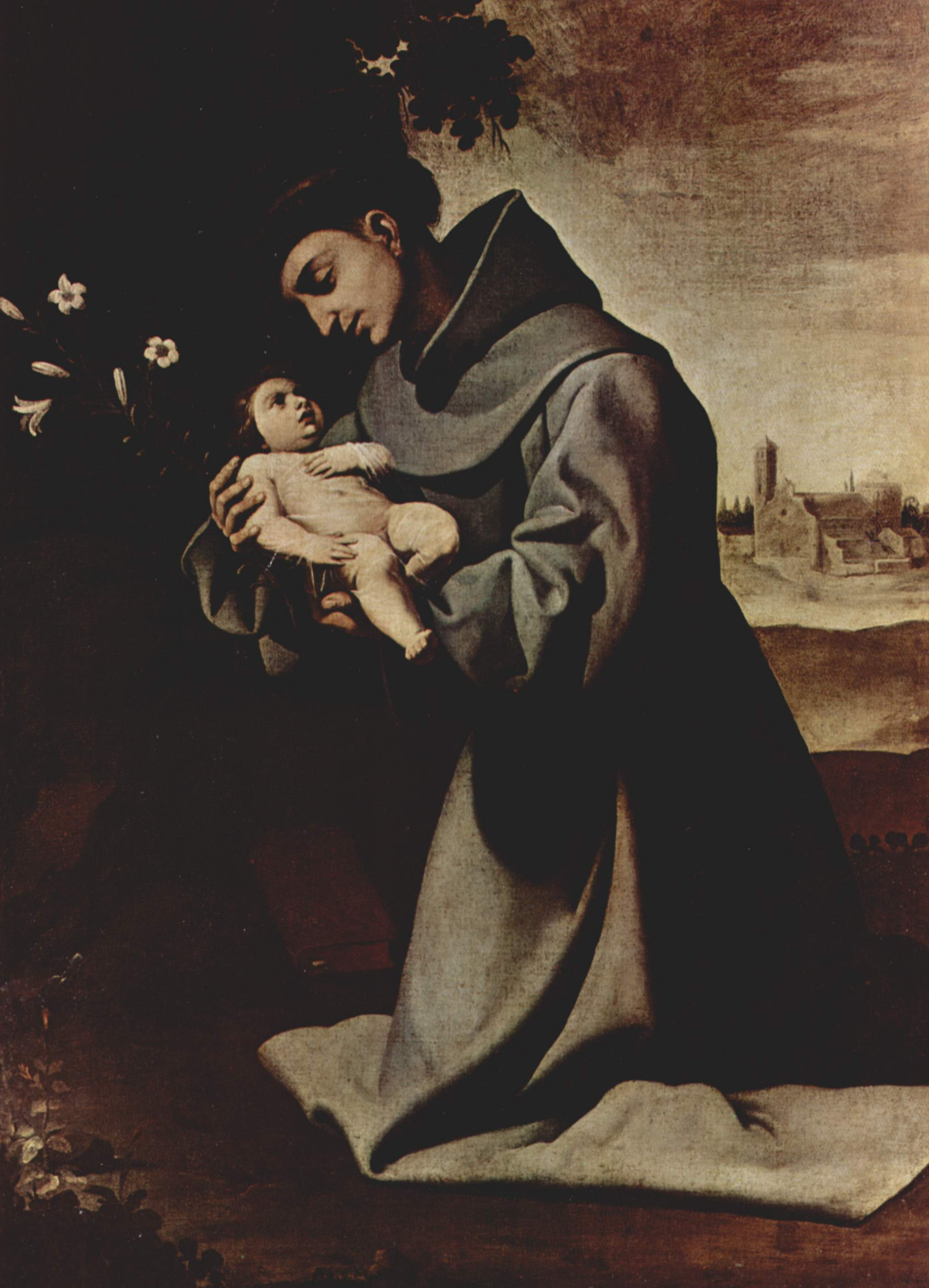
Obraz św. Antoniego z Padwy

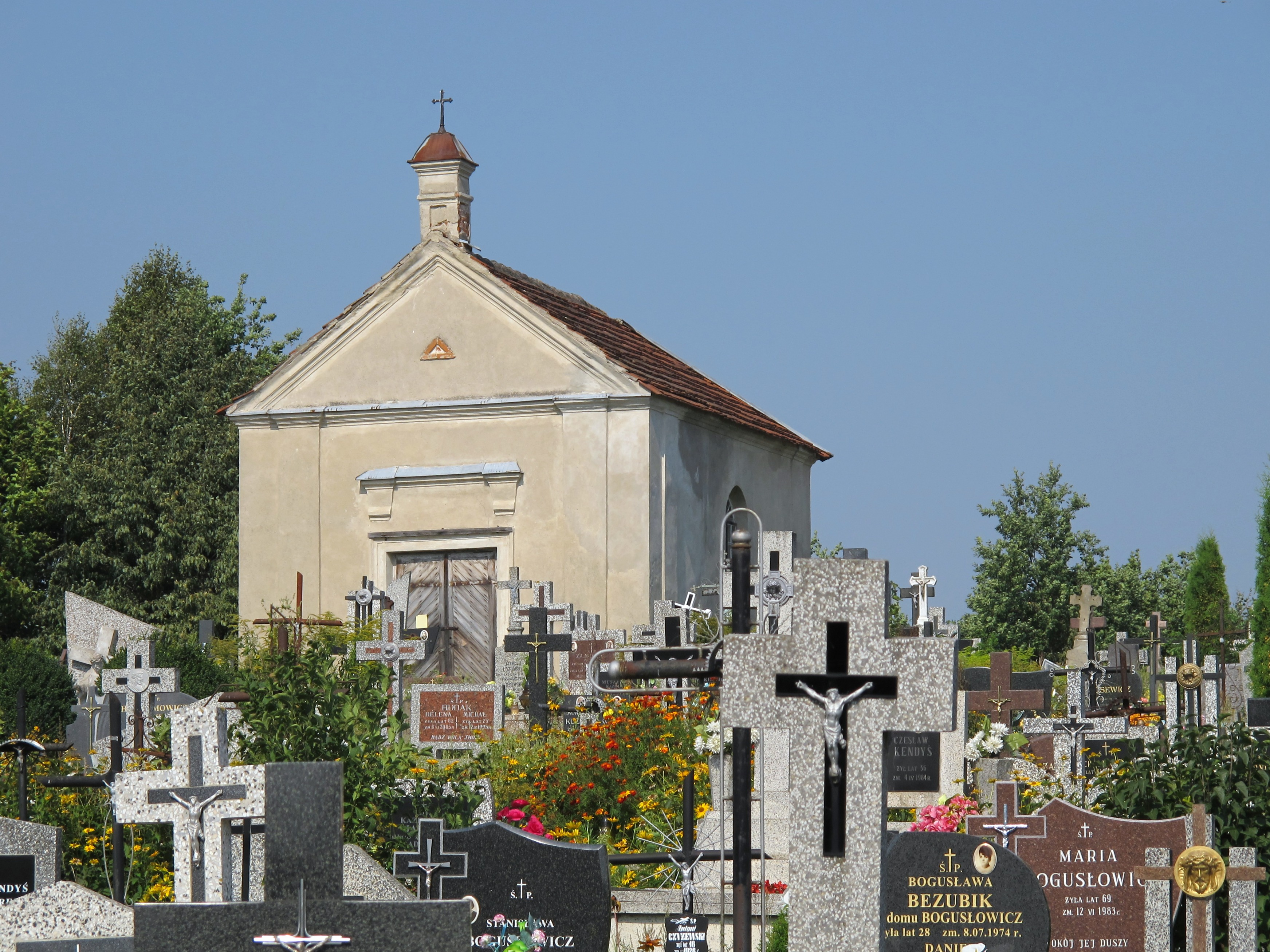
Kaplica z 1872r na cmentarzu

W październiku 1889 roku ukończono budowę murowanego kościoła. W dniu 22 października 1889 odbyło się uroczyste poświęcenie kościoła. Biorąc pod uwagę istniejący w tej parafii żywy kult św. Antoniego Padewskiego zmieniono tytuł kościoła ze św.Trójcy na św. Antoniego.
Kościoły filialne i kaplice
- Kaplica na cmentarzu w Niewodnicy Kościelnej – zbudowana w roku 1872, w której odprawia się nabożeństwa 1 i 2 listopada.
- Kaplica pw. Przemienienia Pańskiego w Koplanach - w której odprawia się Msze święte w niedziele i święta

## Zasięg parafii
Do parafii należą wierni z miejscowości: Baciuty, Barszczówka, Czaplino, Klepacze, Koplany, Markowszczyzna, Mińce, Niecki, Niewodnica Korycka, Niewodnica Kościelna, Tołcze, Trypucie, Turczyn, Zalesiany.

## Proboszczowie
- ks. Antoni Dowbor (1884–1921)
- ks. Jarosław Rokicki (1921–1930),
- ks. Adam Ostrowski (1930–1934),
- ks. Piotr Niewiarowski (1934–1940),
- ks. Adam Ostrowski (1940–1947),
- ks. Stanisław Samuel Tracewski (1947–1968),
- ks. Franciszek Wilczewski (1968–1994),
- ks. Stanisław Łukaszewicz (1994–2005),
- ks. mgr Andrzej Sadowski, s. Aleksandra (2005-2020)
- ks. prałat Tomasz Powichrowski (2020-)

## Msze Święte i nabożeństwa
Msza Święta
- w dni powszednie: 7:00, 18:00
- w niedziele: 7:00, 9:00, 10:30, 12:00, 18:00; w kaplicy w Koplanach - 8:00

Odpusty
- 13 czerwca - św. Antoniego
- W pierwszą niedzielę po 16 Lipca – Matki Boskiej Szkaplerznej[2]